# Axel Disasi
Axel Wilson Arthur Disasi Mhakinis Belho (n. 11 martie 1998, Gonesse, communauté d'agglomération Roissy Pays de France⁠(d), Franța) este un fotbalist francez, care joacă pe post de fundaș la Aston Villa în Premier League, împrumutat de la Chelsea FC. Pe plan internațional, are prezențe la națională pentru Franța U20⁠(d) și Franța.

## Biografie
Axel Wilson Arthur Disasi Mhakinis Belho s-a născut pe 11 martie 1998 în Gonesse, Val-d'Oise.

## Cariera pe echipe

### Primii ani
Un produs al academiei de tineret al Paris FC, Disasi și-a făcut debutul profesionist pentru echipă într-o înfrângere cu 1-0 cu Lens pe 11 decembrie 2016. Ulterior, a fost transferat la Reims în 2016.

### Monaco
Pe 7 august 2020, Disasi a finalizat un transfer de la Reims la Monaco pentru o sumă de 13 milioane de euro. A semnat un contract pe cinci ani. Pe 23 august, Disasi a debutat într-un meci din Ligue 1 împotriva fostului său club Reims. A marcat un gol iar meciul s-a încheiat cu 2–2.

### Chelsea
Pe 4 august 2023, Disasi a semnat cu Chelsea din Premier League, pe un contract de șase ani, pentru o sumă de 38,5 milioane de lire sterline. A marcat la debutul său, pe 13 august, în minutul 37 al unui egal 1–1 pe teren propriu cu Liverpool, care a fost primul meci al lui Chelsea din sezonul de Premier League 2023–24. Unul dintre colegii săi foarte apropiați este Benoit Badiashile, care îl laudă foarte mult și crede că amândoi formează un duo defensiv bun. Au jucat împreună la AS Monaco și ambii au fost semnați de Chelsea pentru o sumă de transfer combinată de 75 de milioane de lire sterline.

## Cariera la națională
Născut în Franța, Disasi este de origine congoleză și angoleză și a fost convocat de RD Congo Sub-20 pentru Jeux de la Francophonie 2017.
Disasi a fost internațional de tineret pentru Franța și, pe 14 noiembrie 2022, a fost inclus în lotul Franței pentru Campionatul Mondial de Fotbal din 2022, înlocuindu-l pe accidentatul Presnel Kimpembe. Pe 30 noiembrie, a debutat într-o înfrângere cu 1-0 în faza grupelor în fața Tunisiei, devenind primul debutant internațional francez în timpul unei Cupe Mondiale din 1966. Disasi a continuat să joace în victoria cu 3-1 a Franței în fața Poloniei în optimile de finală din 4 decembrie și înfrângerea la loviturile de departajare în urma unei remize 3-3 împotriva Argentinei în finala din 18 decembrie.

## Palmares
Reims
- Ligue 2: 2017–18

Chelsea
- UEFA Conference League: 2024–25[19]
- Finalist EFL Cup: 2023–24[20]

Franța
- Vicecampion la Campionatul Mondial de Fotbal din Arabia Saudită: 2022[21]